# Punto débil
Punto débil, cuyo título en inglés es Limitations publicado en 2006, es la novela más corta que hasta el presente ha escrito Scott Turow. Había sido previamente publicada como folletín entre el 23 de abril y el  6 de agosto de 2006 en el New York Times Magazine, un suplemento dominical del New York Times.

## Resumen
Al igual que otras novelas de este autor, la acción está situada en el ficticio condado de Kindle, Illinois y algunos de sus personajes ya habían aparecido en obras de Turow: George Mason, el fiscal y narrador de Demanda infalible (en inglés, Personal Injuries) y Rusty Sabich, el fiscal acusado de homicidio en Presunto inocente (en inglés, Presumed Innocent). 
Mason, que es ahora un juez del Tribunal de Apelación y lleva una vida apacible, debe dictar sentencia en un caso que ha recibido mucha publicidad referido a una violación que hace revivir un sentimiento de culpa que tenía adormecido por su propia participación en un hecho similar cuando era estudiante décadas atrás. A la perturbación interior que ello le ocasiona se suma la recepción de amenazas anónimas y la necesidad de atender a su esposa, convaleciente de un agresivo tratamiento contra el cáncer.
- Datos: Q6549474